# 러시안 크로스
러시안 크로스(Russian Cross)는 출생아 수가 사망자 수를 밑돌아 자연감소하는 인구학적 현상을 말하며, 한국에서는 데드크로스라고 부르기도 한다. 러시아, 우크라이나, 불가리아 등 구소련 및 동구권 등 유럽에 속한 구공산권 국가들이 붕괴 이후 자연감소가 발생하면서, 단어가 사용되기 시작했다.

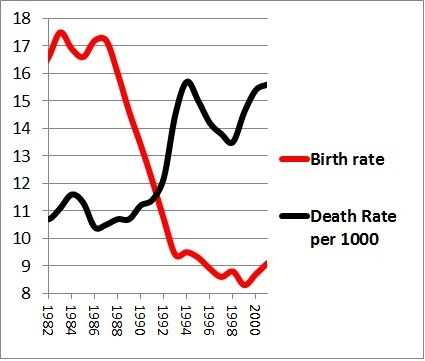
1982-2000 러시아의 조출생률 및 조사망률 (인구 1000명당)

## 현상
러시안 크로스라는 이름과 달리, 이 현상은 러시아에게만 한정된 것은 아니다. 소련이 붕괴된 1991년 안팎 기간에, 러시아를 포함한 구소련 국가들과 구동구권 국가들이 모두 인구의 자연감소를 보였는데, 주로 빈곤, 기근, 알코올 중독, 위독한 건강상태 등 다양한 이유로 사망률이 급증한 반면, 출생률은 급감해 사망자 수가 출생아 수보다 많아져 자연감소가 나타났다. (자연감소에서 외국인 유입은 포함되지 않음)

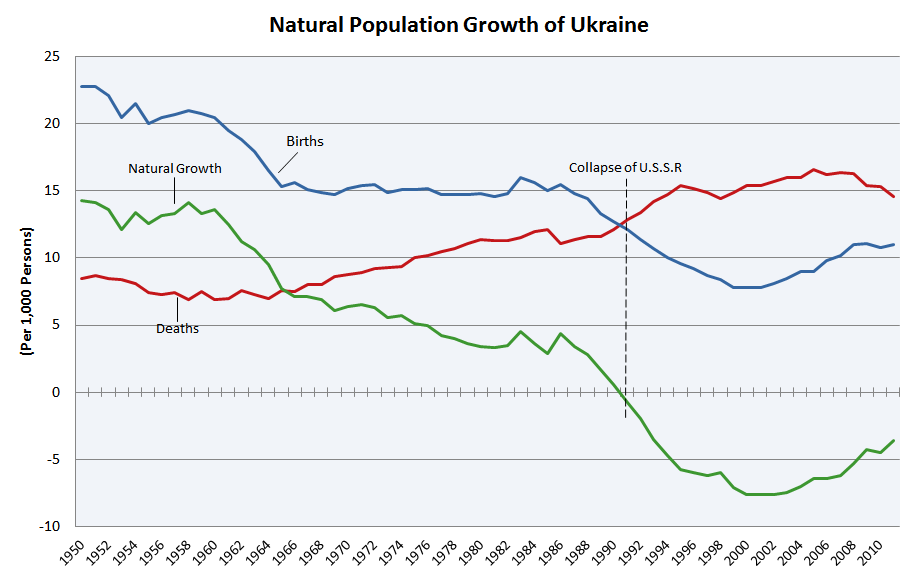
1950-2010 우크라이나의 출생률, 사망률, 자연 증감률 추이 (인구 1000명당)
조출생률
조사망률
자연 증감률

예를 들어, 우크라이나는 1991년 출생아 수가 63만 명, 사망자 수가 66만 9000명을 기록하며 3만 9000명가량의 자연감소를 보인 이래로, 현재까지 계속 자연감소가 진행중에 있다.

## 같이 보기
- 러시아의 인구
- 무자녀세
- 1993년 러시아 헌정위기